# Рудак Дмитро Єфимович
Дмитро Єфимович Рудак (17 липня 1978, м. Новополоцьк, СРСР) — білоруський хокеїст, нападник. Майстер спорту.
Вихованець хокейної школи «Полімір» (м. Новополоцьк). Перші тренери Володимир Пульвер, Володимир Тепляшин. Виступав за «Полімір» (Новополоцьк), ХК «Вітебськ», «Динамо» (Мінськ), «Німан» (Гродно), «Хімік-СКА» (Новополоцьк), «Керамін» (Мінськ), ХК «Гомель», «Хімік-СКА» (Новополоцьк).
У складі національної збірної Білорусі провів 3 матчі (1 гол, 1 передача). 
Бронзовий призер чемпіонату Білорусі (2010). Володар Кубка Білорусі (2008). Найкращий бомбардир чемпіонату СЄХЛ (2001—02).